# Nikolai Marzenko

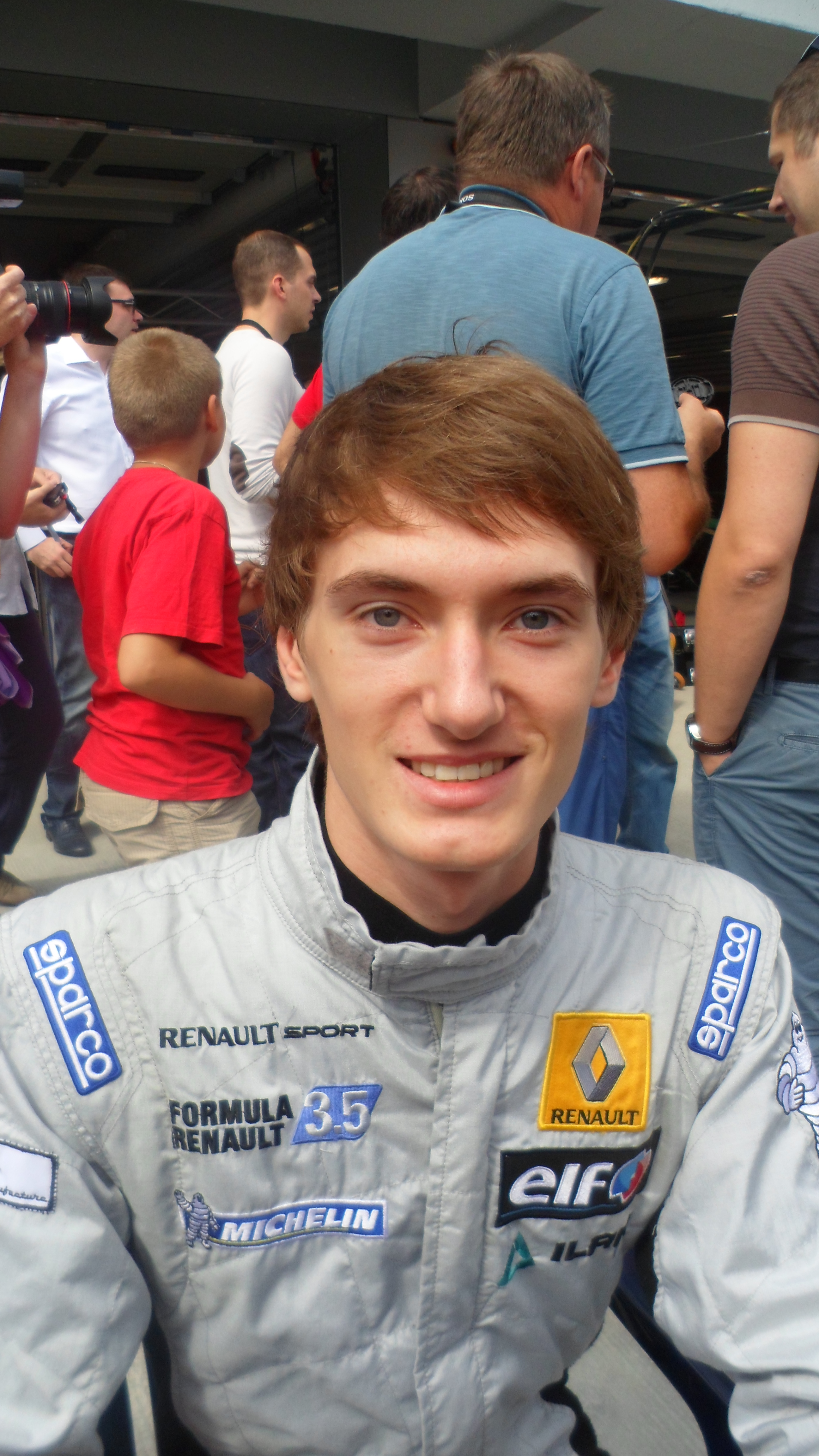
Nikolai Marzenko (2012)

Nikolai Jurjewitsch Marzenko (russisch Николай Юрьевич Марценко, wiss. Transliteration Nikolaj Jur'evič Marcenko, auch Nicolay Martsenko; * 25. Mai 1993 in Krasnojarsk) ist ein russischer Automobilrennfahrer. Er startete von 2012 bis 2014 in der Formel Renault 3.5.

## Karriere
Marzenko begann seine Motorsportkarriere im Alter von elf Jahren im russischen Amateur-Tourenwagen-Sport. 2008 wurde er im Lada Cup seiner Heimatstadt Krasnojarsk Vierter. 2009 wechselte er in den Formelsport und trat in europäischen Formel-3-Serien an. Er gewann jeweils ein Rennen und wurde Fünfter in der nordeuropäischen sowie Vierter in der finnischen Formel-3-Meisterschaft. Darüber hinaus debütierte er 2009 im deutschen Formel-3-Cup für Jenichen Motorsport. Er nahm an vier Rennen teil und blieb ohne Punkte.
2010 ging Marzenko für Max Travin Racing Team in der kompletten Saison des deutschen Formel-3-Cups an den Start. Mit einem achten Platz als bestes Ergebnis erzielte er einen Punkt und wurde 18. in der Fahrerwertung. 2011 blieb Marzenko beim Max Travin Racing Team im deutschen Formel-3-Cup. Mit einem vierten Platz als bestes Resultat schloss er die Saison auf dem zwölften Meisterschaftsplatz ab.
2012 wechselte Marzenko in die Formel Renault 3.5. Nachdem das Max Travin Racing Team dort keinen Startplatz erhalten hatte, unterschrieb er einen Vertrag bei BVM Target. Ein fünfter Platz beim Saisonauftakt war sein bestes Resultat. Marzenko beendete die Saison auf dem 20. Gesamtrang. 2013 absolvierte Marzenko seine zweite Saison in der Formel Renault 3.5 für Pons Racing. Mit einem sechsten Platz als bestem Ergebnis wurde er erneut 20. in der Fahrwertung. Mit 20 zu 8 Punkten setzte er sich intern gegen Zoël Amberg durch. 2014 wechselte Marzenko innerhalb der Formel Renault 3.5 zu Comtec Racing. In Alcañiz gelang ihm mit einem zweiten Platz seine erste Podest-Platzierung. Er lag nach dieser Veranstaltung zwischenzeitlich auf dem fünften Gesamtrang. Dennoch verlor er sein Cockpit nach dem Rennwochenende, da es finanzielle Probleme mit seinen Sponsoren gab. Im weiteren Saisonverlauf kam er bei zwei Veranstaltungen der GP3-Serie für Hilmer Motorsport zum Einsatz.

## Statistik

### Karrierestationen
| - 2008: Lada Cup Krasnoyarsk (Platz 4) - 2009: Finnische Formel 3 (Platz 4) - 2009: Nordeuropäische Formel 3 (Platz 5) - 2009: Deutsche Formel 3 | - 2010: Deutsche Formel 3 (Platz 18) - 2011: Deutsche Formel 3 (Platz 12) - 2012: Formel Renault 3.5 (Platz 20) - 2013: Formel Renault 3.5 (Platz 20) | - 2014: Formel Renault 3.5 (Platz 14) - 2014: GP3-Serie (Platz 33) |

### Einzelergebnisse in der Formel Renault 3.5
| Jahr | Team          | 1   | 2   | 3   | 4   | 5   | 6   | 7   | 8   | 9   | 10  | 11  | 12  | 13  | 14  | 15  | 16  | 17  | Punkte | Rang |
| ---- | ------------- | --- | --- | --- | --- | --- | --- | --- | --- | --- | --- | --- | --- | --- | --- | --- | --- | --- | ------ | ---- |
| 2012 | BVM Target    | ALC | ALC | MON | SPA | SPA | NÜR | NÜR | MOS | MOS | SIL | SIL | HUN | HUN | LEC | LEC | CAT | CAT | 13     | 20.  |
| 2012 | BVM Target    | 5   | 15  | 18  | 10  | 9   | 21  | DNF | DNF | 18  | DNF | 12  | DNF | 14  | 23  | 21  | 25  | 20  | 13     | 20.  |
| 2013 | Pons Racing   | MNZ | MNZ | ALC | ALC | MON | SPA | SPA | MOS | MOS | SPI | SPI | HUN | HUN | LEC | LEC | CAT | CAT | 20     | 20.  |
| 2013 | Pons Racing   | DNF | DNF | 12  | 21  | DNF | 6   | 7   | DNF | 14  | DNF | DNF | 11  | DNF | 7   | 12  | 13* | 17  | 20     | 20.  |
| 2014 | Comtec Racing | MNZ | MNZ | ALC | ALC | MON | SPA | SPA | MOS | MOS | NÜR | NÜR | HUN | HUN | LEC | LEC | JRZ | JRZ | 36     | 14.  |
| 2014 | Comtec Racing | 5   | 6   | 2   | DNF |     |     |     |     |     |     |     |     |     |     |     |     |     | 36     | 14.  |

### Einzelergebnisse in der GP3-Serie
| Jahr | Team              | 1   | 2   | 3   | 4   | 5   | 6   | 7   | 8   | 9   | 10  | 11  | 12  | 13  | 14  | 15  | 16  | 17  | 18  | Punkte | Rang |
| ---- | ----------------- | --- | --- | --- | --- | --- | --- | --- | --- | --- | --- | --- | --- | --- | --- | --- | --- | --- | --- | ------ | ---- |
| 2014 | Hilmer Motorsport | ESP | ESP | AUT | AUT | GBR | GBR | GER | GER | HUN | HUN | BEL | BEL | ITA | ITA | RUS | RUS | UAE | UAE | 0      | 33.  |
| 2014 | Hilmer Motorsport |     |     | 19  | DNF |     |     |     |     |     |     |     |     |     |     | 19  | DNF |     |     | 0      | 33.  |